# Алекс Банбері
Александер Банбері (англ. Alexander "Alex" Bunbury; нар. 18 червня 1967, Плейсенс, Гаяна) — канадський футболіст, нападник, відомий за виступами за «Марітіму» і збірну Канади. Після завершення ігрової кар'єри займається тренерською діяльністю.
Син Алекса — Тіл теж професійний футболіст, який виступав за збірну США.

## Клубна кар'єра
Банбері почав свою професійну кар'єру в 1987 році виступаючи за команди «Торонто Бліззард», «Гамільтон Стілерс» і «Монреаль Супра».
У 1992 році Алекс перейшов в англійський «Вест Гем Юнайтед», де через високу конкуренцію йому не завжди знаходилося місце в складі.
По закінченні сезону Алекс перейшов в португальський «Марітіму», за який відіграв понад 150 матчів.
У 1999 році він повернувся в Північну Америку, де приєднався до «Канзас-Сіті Візардс», в якому по закінченні сезону завершив кар'єру, вигравши Кубок MLS.

## Міжнародна кар'єра
У 1985 році у складі молодіжної збірної Канади Банбері взяв участь у молодіжному чемпіонаті світу в СРСР.
30 серпня 1986 року в матчі Merlion Cup проти збірної Сінгапуру Банбері дебютував у збірній Канади. У цьому ж поєдинку він забив свій перший гол за національну команду.
У 1993 році Банбері взяв участь у розіграші Золотого кубка КОНКАКАФ. На турнірі він зіграв у матчах проти Коста-Рики, Мартиніки і Мексики. У поєдинку проти Мартиніки Алекс забив гол.
У 1996 році Банбері вдруге взяв участь у розіграші Золотого кубка КОНКАКАФ. На турнірі він зіграв у матчах проти команд Бразилії і Гондурасу.

### Голи за збірну Канади
| #   | Дата              | Місце                                          | Суперник           | Рахунок | Результат | Турнір                      |
| --- | ----------------- | ---------------------------------------------- | ------------------ | ------- | --------- | --------------------------- |
| 01. | 30 серпня 1986    | Джалан Бесар Стедіум, Каллан, Сінгапур         | Сінгапур           | 4:0     | 4:0       | Merlion Cup                 |
| 02. | 6 вересня 1986    | Джалан Бесар Стедіум, Каллан, Сінгапур         | Індонезія          | 0:1     | 0:1       | Merlion Cup                 |
| 03. | 30 вересня 1987   | Естадіо Кускатлан, Сан-Сальвадор, Сальвадор    | Сальвадор          | 0:1     | 1:2       | Товариський матч            |
| 04. | 15 листопада 1992 | Свангард Стедіум, Бернабі, Канада              | Бермудські Острови | 1:0     | 4:2       | кваліфікація на ЧС-1994     |
| 05. | 15 листопада 1992 | Свангард Стедіум, Бернабі, Канада              | Бермудські Острови | 2:0     | 4:2       | кваліфікація на ЧС-1994     |
| 06. | 15 листопада 1992 | Свангард Стедіум, Бернабі, Канада              | Бермудські Острови | 3:0     | 4:2       | кваліфікація на ЧС-1994     |
| 07. | 4 квітня 1993     | Тібурсіо Каріас Андіно, Тегусігальпа, Гондурас | Гондурас           | 2:1     | 2:2       | кваліфікація на ЧС-1994     |
| 08. | 11 квітня 1993    | Свангард Стедіум, Бернабі, Канада              | Сальвадор          | 1:0     | 2:0       | кваліфікація на ЧС-1994     |
| 09. | 9 травня 1993     | Варсіті Стедіум, Торонто, Канада               | Мексика            | 1:0     | 1:2       | кваліфікація на ЧС-1994     |
| 10. | 15 липня 1993     | Ацтека, Мехіко, Мексика                        | Мартиніка          | 2:0     | 2:2       | Золотий кубок КОНКАКАФ 1993 |
| 11. | 26 січня 1995     | Варсіті Стедіум, Торонто, Канада               | Португалія         | 1:1     | 1:1       | SkyDome Cup                 |
| 12. | 10 жовтня 1996    | Стадіон Співдружності, Едмонтон, Канада        | Куба               | 1:0     | 2:0       | кваліфікація на ЧС-1998     |
| 13. | 3 листопада 1996  | Свангард Стедіум, Бернабі, Канада              | Сальвадор          | 1:0     | 1:0       | кваліфікація на ЧС-1998     |
| 14. | 15 грудня 1996    | Естадіо Кускатлан, Сан-Сальвадор, Сальвадор    | Сальвадор          | 0:2     | 0:2       | кваліфікація на ЧС-1998     |
| 15. | 14 вересня 1997   | Естадіо Кускатлан, Сан-Сальвадор, Сальвадор    | Сальвадор          | 1:1     | 4:1       | кваліфікація на ЧС-1998     |
| 16. | 12 жовтня 1997    | Стадіон Співдружності, Едмонтон, Канада        | Мексика            | 1:1     | 2:2       | кваліфікація на ЧС-1998     |

## Досягнення

### Командні
«Канзас-Сіті Візардс»
- Володар Кубка MLS: 2000
- Володар MLS Supporters' Shield: 2000

### Індивідуальні
- Футболіст року в Канаді: 1993, 1995
- Канадська футбольна Зала Слави: 2006[8]